# 京急ホ50形貨車
京急ホ50形貨車（けいきゅうホ50がたかしゃ）は、1960年(昭和35年)から1986年(昭和61年)まで京浜急行電鉄に在籍していた事業用車両。

## 概要
保線作業の効率化を目的とする砕石（バラスト）散布用として、1960年にホ51・52、1966年(昭和41年)にホ53・54の合計4両が東急車輛製造で製造された。

## 構造
国鉄ホキ800形貨車の設計を基本とする30t積みホッパ車であるが、車体は灰色に塗装され、前後に電動貨車を連結しプッシュプル運転を実施する前提で設計されたため、別途制御線や元空気溜管の引き通しを持つ点などで異なる。
台車として東急車輛TS-421を装着する。これもやはり国鉄のTR41系台車を基本とし、アメリカのベッテンドルフ形台車に由来する側枠形状や平軸受による軸受などは共通するが、標準軌間用であるため左右の側枠を連結する横梁（トランサム）と枕梁の寸法がその分拡幅され、枕ばねがコイルばねとなり、さらに枕梁と側枠の間に取り付けられたオイルダンパの取り付け位置が心皿中心からオフセットしている点でオリジナルとは相違する。

## 運用
デト30形またはデワ40形に2両の間に挟まれ、砕石散布に使用された。散布時の騒音が大きいなどの問題により使用機会が減り、1986年に全車廃車された。